# 가이 프로보스트
가이 프로보스트(Guy Provost, 1925년 5월 19일 ~ 2004년 2월 10일)는 캐나다의 배우, 텔레비전 배우이다.
1974년 영화 더 오더에서 장-마리 보쉬민 박사 역을 맡았다. 몬트리올에서 폐렴으로 사망하였다.